# 贡德·斯万
贡德·斯万（瑞典語：Gunde Svan，1962年1月12日—），瑞典男子越野滑雪运动员。他曾代表瑞典参加1984年和1988年冬季奥林匹克运动会越野滑雪比赛，共获得四枚金牌、一枚银牌和一枚铜牌。